# Caldera (album)
Caldera is het debuutalbum van de Amerikaanse fusionband Caldera. Het is in juli 1976 opgenomen in Hollywood Sound. Als muziekproducent trad op jazzmusicus Wayne Henderson, die ook net bij Capitol Records had getekend. In het dankwoord werden Maurice White, Larry Dunn, Philip Bailey (allen van Earth, Wind & Fire) en Dan Lang genoemd. 

## Musici
- Jorge Strunz – gitaar
- Dean Cortez – basgitaar
- Eduardo del Barrio – toetsinstrumenten
- Mike Azevedo – percussie
- Carlos Vega – slagwerk
- Steve Tavagiole – dwarsfluit, saxofoons

Met
- Raul de Souza – trombone
- Roberta da Silva – percussie
- Carolyn Dennis - zang

## Muziek
| Nr. | Titel                                | Duur |
| --- | ------------------------------------ | ---- |
| 1.  | Guanacaste (Strunz, del Barrio)      | 6:31 |
| 2.  | Coastin’ (del Barrion, Cortez)       | 4:12 |
| 3.  | Exaltation (del Barrio)              | 6:50 |
| 4.  | Synethesia (Strunz)                  | 7:45 |
| 5.  | Out of the blue (Strunz, del Barrio) | 4:46 |
| 6.  | El juguete (Strunz, Hillary Hamburg) | 8:31 |

Alhoewel laatste track, El juguete (Nederlands: speelgoed) was het eerste nummer dat werd opgenomen. Co-auteur Hillary Hamburg speelde piano in Strunz’s vorige band Spectrum. Eduardo del Barrio speelde nog niet op dit nummer mee, hij was toen nog geen lid van de band. Out of the blue werd nog als single uitgebracht, maar scoorde niet in de verzamelhitparade Billboard Hot 100, maar wel plaats 92 in de Rhythm-and-blueslijst van dat blad.

## Nasleep
Alhoewel het album vrij onbekend bleef, volgden er in het cd-tijdperk toch heruitgaven. Zo was er in 2004 een Europese uitgave, in 2013 een Amerikaanse (Capitol), in 2015 een Japanse en in 2019 een Britse (BGO Records). Bij die laatste maakte André de Waal van IO Pages (uitgave 157;april 2019)  de opmerking dat dit album en haar opvolger onder de radar waren gebleven vanwege het achterblijven van de scherpte die de muziek van collegae Mahavishnu Orchestra, Return to Forever en Weather Report wel lieten horen.